# São Pedro do Sul (freguesia)
A Freguesia de São Pedro do Sul foi uma freguesia portuguesa do Município de São Pedro do Sul que tinha 12,32 km² de área e 3 697 habitantes (2011), e, por isso, uma densidade populacional de 300,1 hab/km².
Foi extinta (agregada) pela reorganização administrativa de 2012/2013, sendo o seu território integrado na União das Freguesias de São Pedro do Sul, Várzea e Baiões.
Era composta pelas seguintes povoações: Arcozelo, Azival, Bandulha, Cabria, Casal de Matos, Cotães, Cotos, Galifães, Louredo, Massarocas, Negrelos, Novais, Outeiro da Comenda, Paraíso, Pontão, Bairro da Ponte, Pouves, Ranhadinhos, Ranhados, Regueira, Ribeira de Cotães, S. José, S. Pedro do Sul, Taboadelo e Travanca.

## População
| População da freguesia de São Pedro do Sul | População da freguesia de São Pedro do Sul | População da freguesia de São Pedro do Sul | População da freguesia de São Pedro do Sul | População da freguesia de São Pedro do Sul | População da freguesia de São Pedro do Sul | População da freguesia de São Pedro do Sul | População da freguesia de São Pedro do Sul | População da freguesia de São Pedro do Sul | População da freguesia de São Pedro do Sul | População da freguesia de São Pedro do Sul | População da freguesia de São Pedro do Sul | População da freguesia de São Pedro do Sul | População da freguesia de São Pedro do Sul | População da freguesia de São Pedro do Sul |
| ------------------------------------------ | ------------------------------------------ | ------------------------------------------ | ------------------------------------------ | ------------------------------------------ | ------------------------------------------ | ------------------------------------------ | ------------------------------------------ | ------------------------------------------ | ------------------------------------------ | ------------------------------------------ | ------------------------------------------ | ------------------------------------------ | ------------------------------------------ | ------------------------------------------ |
| 1864                                       | 1878                                       | 1890                                       | 1900                                       | 1911                                       | 1920                                       | 1930                                       | 1940                                       | 1950                                       | 1960                                       | 1970                                       | 1981                                       | 1991                                       | 2001                                       | 2011                                       |
| 2 440                                      | 2 390                                      | 2 532                                      | 2 989                                      | 3 101                                      | 3 183                                      | 3 502                                      | 3 685                                      | 3 693                                      | 3 649                                      | 2 343                                      | 3 459                                      | 3 790                                      | 4 011                                      | 3 697                                      |

| Distribuição da População por Grupos Etários | Distribuição da População por Grupos Etários | Distribuição da População por Grupos Etários | Distribuição da População por Grupos Etários | Distribuição da População por Grupos Etários | Distribuição da População por Grupos Etários | Distribuição da População por Grupos Etários | Distribuição da População por Grupos Etários | Distribuição da População por Grupos Etários | Distribuição da População por Grupos Etários |
| -------------------------------------------- | -------------------------------------------- | -------------------------------------------- | -------------------------------------------- | -------------------------------------------- | -------------------------------------------- | -------------------------------------------- | -------------------------------------------- | -------------------------------------------- | -------------------------------------------- |
| Ano                                          | 0-14 Anos                                    | 15-24 Anos                                   | 25-64 Anos                                   | > 65 Anos                                    |                                              | 0-14 Anos                                    | 15-24 Anos                                   | 25-64 Anos                                   | > 65 Anos                                    |
| 2001                                         | 670                                          | 553                                          | 2 067                                        | 721                                          |                                              | 16,7%                                        | 13,8%                                        | 51,5%                                        | 18,0%                                        |
| 2011                                         | 505                                          | 421                                          | 1 921                                        | 850                                          |                                              | 13,7%                                        | 11,4%                                        | 52,0%                                        | 23,0%                                        |

Média do País no censo de 2001:  0/14 Anos-16,0%; 15/24 Anos-14,3%; 25/64 Anos-53,4%; 65 e mais Anos-16,4%
Média do País no censo de 2011:   0/14 Anos-14,9%; 15/24 Anos-10,9%; 25/64 Anos-55,2%; 65 e mais Anos-19,0%

## Património
- Construção conhecida por Piscina de D. Afonso Henriques
- Castro de Banho
- Convento dos Franciscanos ou Convento de São José
- Palácio de Reriz
- Casa do Condado de Beirós - Casa do século XVIII (Turismo de Habitação)